# Igor Čimbur
Igor Čimbur (* 23. Juni 1989) ist ein kroatischer Badmintonspieler. 

## Karriere
Igor Čimbur gewann 2009 seine ersten beiden nationalen Titel in Kroatien. Weitere Titelgewinne folgten 2010 und 2011, wobei er in den letztgenannten Jahren jeweils im Herrendoppel mit Zvonimir Hölbling erfolgreich war.

## Sportliche Erfolge
| Saison | Veranstaltung                   | Disziplin    | Platz | Name                            |
| ------ | ------------------------------- | ------------ | ----- | ------------------------------- |
| 2009   | Kroatien: Einzelmeisterschaften | Mixed        | 1     | Igor Čimbur / Matea Čiča        |
| 2009   | Kroatien: Einzelmeisterschaften | Herrendoppel | 1     | Igor Čimbur / Zvonimir Hölbling |
| 2010   | Kroatien: Einzelmeisterschaften | Herrendoppel | 1     | Igor Čimbur / Zvonimir Hölbling |
| 2011   | Kroatien: Einzelmeisterschaften | Herrendoppel | 1     | Igor Čimbur / Zvonimir Hölbling |
| 2012   | Kroatien: Einzelmeisterschaften | Herreneinzel | 2     | Igor Čimbur                     |
| 2012   | Kroatien: Einzelmeisterschaften | Herrendoppel | 1     | Igor Čimbur / Zvonimir Hölbling |
| 2012   | Kroatien: Einzelmeisterschaften | Mixed        | 2     | Igor Čimbur / Matea Čiča        |